# ルイ＝エティエンヌ・トーヴナン
ルイ＝エティエンヌ・トーヴナン（Louis-Etienne Thouvenin、1791年11月12日生（モゼル県Moyenvic） -  1882年4月19日没（ロワール＝アトランティック県Le Cellier））は、フランス陸軍の将軍で発明家。 

## 経歴
1810年、サン・シール陸軍士官学校に入学、1811年に砲兵少尉に任官、1813年から1815年のナポレオン戦争に参加し、いくつかの作戦で目覚しい働きを見せた。ライプツィヒの戦いで負傷、レジオンドヌール勲章を受章し、1813年には大尉に昇進した。1823年のスペイン第1内戦に従軍し、1828年にはギリシャ独立戦争中のペロポネソス半島の要塞包囲に参加している。1830年には大隊指揮官、1840年には中佐に昇進した。
1840年、トーヴナンは前装式ライフル銃の弾丸装填を容易かつ効率的に行えるステム・ライフル（またはピラーブリーチ・ライフル、Carabine à tige）を発明した 。その原理は技術調査委員会で確認され、1846年に陸軍に採用されたが、軽歩兵部隊および砲兵隊の個人武器として装備された。
1844年10月29日に大佐に昇進し、1844年から1846年までナントの第14砲兵連隊を指揮し、1846年から1848年まではディレクターを務めた。1848年7月14日、准将に昇進しストラスブール第4砲兵師団の指揮をとり、1853年に予備役となった。

## 参考資料
- « Le général Thouvenin, sa vie et ses travaux », Revue d'artillerie, volume 20, 1882, pp.297-313
- Annuaire officiel de l'Armée française, diverses éditions.